# Адомавичюте, Ева
Ева Адомавичюте (лит. Ieva Adomavičiūtė; род. 3 декабря 1994, неизвестно) — литовская гребчиха, выступающая за сборную Литвы по академической гребле с 2011 года. Чемпионка мира, обладательница бронзовой медали чемпионата Европы, многократная победительница и призёрка регат национального значения.

## Биография
Ева Адомавичюте родилась 3 декабря 1994 года.
Заниматься академической греблей начала в 2007 году, проходила подготовку в Каунасе.
Впервые заявила о себе на международной арене в сезоне 2011 года, выиграв золотую медаль в парных двойках на юниорском мировом первенстве в Итоне.
В 2012 году в парных двойках финишировала четвёртой на домашнем молодёжном чемпионате мира в Тракае и одержала победу в гонке юниоров на чемпионате мира в Пловдиве.
В 2013 году в одиночках стартовала на молодёжном мировом первенстве в Линце-Оттенсхайме, где заняла итоговое 13 место. Будучи студенткой Университета штата Вашингтон, принимала участие в летней Универсиаде в Казани, где в гонке одиночек показала седьмой результат.
В 2015 году в одиночках была лучшей на молодёжном чемпионате мира в Пловдиве.
В 2016 году победила на молодёжном мировом первенстве в Роттердаме.
Начиная с 2017 года выступала на взрослом уровне в основном составе литовской национальной сборной, в частности в этом сезоне дебютировала в Кубке мира, став пятой в парных двойках на этапе в Люцерне, в той же дисциплине финишировала четвёртой на взрослом чемпионате мира в Сарасоте. По итогам сезона вместе со своей напарницей Милдой Вальчюкайте была признана лучшей спортсменкой Литвы в категории «Женская команда года».
В 2018 году в парных двойках выиграла бронзовые медали на этапе Кубка мира в Белграде и на европейском первенстве в Глазго, тогда как на мировом первенстве в Пловдиве обошла всех своих соперниц в финале и завоевала золотую медаль. При этом они с Вальчюкайте вновь были признаны лучшими спортсменками Литвы.
В 2019 году в парных двойках показала пятый результат на чемпионате Европы в Люцерне, стала девятой на чемпионате мира в Линце-Оттенсхайме.